# Lecumberry
Lecumberry [lekumbeʁi] (en basque : Lekunberri) est une commune française, située dans le département des Pyrénées-Atlantiques en région Nouvelle-Aquitaine.
Le gentilé est Lekunberritar.

## Géographie

### Localisation
La commune de Lecumberry se trouve dans le département des Pyrénées-Atlantiques, en région Nouvelle-Aquitaine et est frontalière avec l'Espagne (Communauté forale de Navarre).
Elle se situe à 119 km par la route de Pau, préfecture du département, à 62 km de Bayonne, sous-préfecture, et à 43 km de Mauléon-Licharre, bureau centralisateur du canton de Montagne Basque dont dépend la commune depuis 2015 pour les élections départementales. 
La commune fait en outre partie du bassin de vie de Saint-Jean-Pied-de-Port.
Les communes les plus proches sont : 
Mendive (1,0 km), Béhorléguy (2,1 km), Ahaxe-Alciette-Bascassan (2,5 km), Bussunarits-Sarrasquette (4,1 km), Aincille (4,4 km), Hosta (5,2 km), Saint-Jean-le-Vieux (5,3 km), Estérençuby (5,5 km).
Sur le plan historique et culturel, Lecumberry fait partie de la province de la Basse-Navarre, un des sept territoires composant le Pays basque,. La Basse-Navarre en est la province la plus variée en ce qui concerne son patrimoine, mais aussi la plus complexe du fait de son morcellement géographique. Depuis 1999, l'Académie de la langue basque ou Euskalzaindia divise la Basse-Navarre en six zones,. La commune est dans le pays de Cize (Garazi), au sud-est de ce territoire.
La commune est frontalière avec l'Espagne (Navarre), au sud.

### Communes limitrophes
Les communes limitrophes sont Ahaxe-Alciette-Bascassan, Béhorléguy, Bussunarits-Sarrasquette, Estérençuby, Hosta, Larrau, Mendive, Orbaizeta et Ochagavía-Otsagabia.
| Ahaxe-Alciette-Bascassan | Bussunarits-Sarrasquette | Hosta, Béhorléguy |
| Estérençuby              | Lecumberry               | Mendive           |
| Larraun (Espagne)        | Ochagavía (Espagne)      | Larrau            |

### Paysages et relief
L'Errozate, 1 345 mètres, est un mont situé sur les communes d'Estérençuby et de Lecumberry.
Le Mokorreta, 680 mètres, mont au sud de Lecumberry.

### Hydrographie

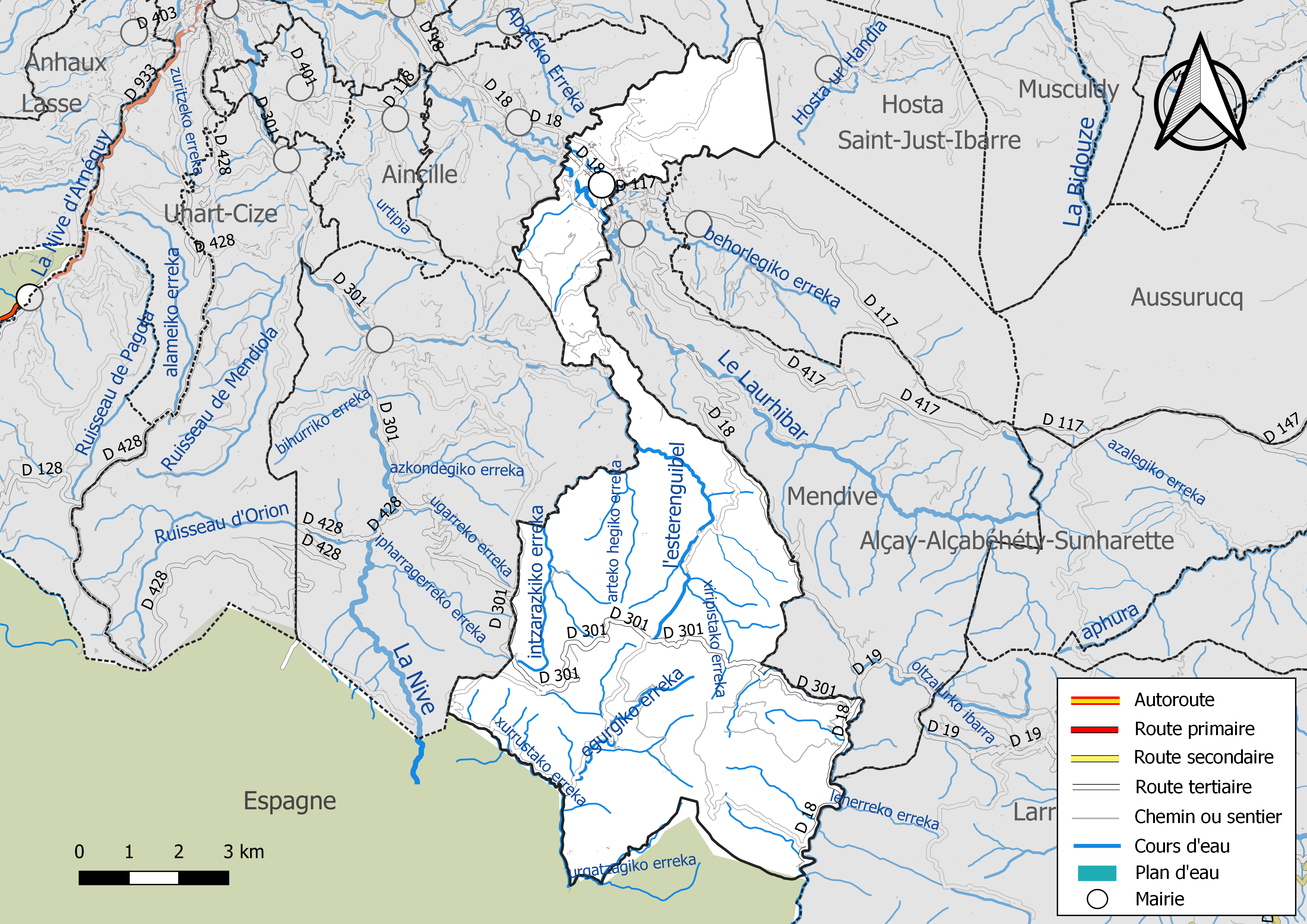
Réseaux hydrographique et routier de Lecumberry.

Ses terres sont arrosées par des tributaires de la Nive, le Laurhibar (et par les affluents de celui-ci, l'Esteneko erreka et l'Etcheberriko erreka) et le ruisseau l'Ampro (et par les tributaires de celui-ci, l'Uritchondoko erreka et le Lapurdieko erreka, alimenté lui-même sur la commune par l'Artekoheguiko erreka et par l'affluent de ce dernier, le Maluzaharreko erreka).
La commune est aussi arrosée par l'Irati et par ses affluents, le ruisseau de Sourzay, Léherreko erreka, Oraatéko erreka, Patarbeltcheko erreka, Larreluchéko erreka, Arpiako erreka et Uthurkokotséko erreka.
Archilondoko erreka coule également sur le territoire de la commune, accompagné de ses tributaires, Churruztako erreka, Contracharoko erreka, Toscako erreka, Iraunabako erreka (et par l'affluent de celui-ci, Muskuldyko erreka) et Murgatzaguiko erreka.
Chiripisiako erreka, et son tributaire, Gasnateguiko erreka, traversent aussi la commune.
L'Irati et Archilondoko erreka sont sur le bassin versant méditerranéen (bassin de l'Èbre), et font de Lecumberry la commune de France, avec Mendive, où celui-ci est le plus proche de l'océan Atlantique (60 km depuis la D 301, du petit col d'Iraukotuturru où passe aussi le GR 10, au sud-ouest de Mendiondo).

### Climat
Pour des articles plus généraux, voir Climat de la Nouvelle-Aquitaine et Climat des Pyrénées-Atlantiques.
Historiquement, la commune est exposée à un micro climat océanique basque.  
En 2020, Météo-France publie une typologie des climats de la France métropolitaine dans laquelle la commune est exposée à un climat de montagne et est dans la région climatique Pyrénées atlantiques, caractérisée par une pluviométrie élevée (>1 200 mm/an) en toutes saisons, des hivers très doux (7,5 °C en plaine) et des vents faibles.
Pour la période 1971-2000, la température annuelle moyenne est de 13,1 °C, avec une amplitude thermique annuelle de 12,8 °C. Le cumul annuel moyen de précipitations est de 1 585 mm, avec 12,8 jours de précipitations en janvier et 9,8 jours en juillet. Pour la période 1991-2020, la température moyenne annuelle observée sur la station météorologique la plus proche, située sur la commune de Mendive à 1 km à vol d'oiseau, est de 14,1 °C et le cumul annuel moyen de précipitations est de 1 523,7 mm,. Pour l'avenir, les paramètres climatiques de la commune estimés pour 2050 selon différents scénarios d’émission de gaz à effet de serre sont consultables sur un site dédié publié par Météo-France en novembre 2022.

### Patrimoine environnemental
La grotte de Mikelauensilo (0,1 ha) est l'une des rares habitée par des chauves-souris.
Elle se compose de deux salles : l'une qui peut abriter 200 brebis, l'autre, plus petite, est accessible par un petit orifice au fond de la pièce principale.
Un tunnel, qui part aussi de la pièce principale, permet de ressortir dans la montagne 80 à 100 mètres plus bas.
Le sentier qui y mène part de la maison Laharrakia.
L'histoire dit qu'un jour des contrebandiers des environs détenaient en instance de "passage" 200 brebis cachées dans cette grotte. Les douaniers connaissaient leur existence mais pas le lieu. Les contrebandiers allèrent tous au marché de Saint-Jean-Pied-de-Port et firent la fête avec les douaniers, pendant que les filles du village passaient les brebis.
C'est un des sites du conservatoire régional des espaces naturels des Pyrénées.
Cette grotte a donné lieu à un rapport de la SFEPM sur la vie des chauves-souris.
La forêt d'Iraty couvre 17 300 hectares répartis entre la Soule (Larrau), la Basse-Navarre (Mendive et Lecumberry) et la Navarre.

### Milieux naturels et biodiversité

#### Réseau Natura 2000
Le réseau Natura 2000 est un réseau écologique européen de sites naturels d'intérêt écologique élaboré à partir des Directives « Habitats » et « Oiseaux », constitué de zones spéciales de conservation (ZSC) et de zones de protection spéciale (ZPS).
Six sites Natura 2000 ont été définis sur la commune au titre de la « directive Habitats », : 
- les « montagnes du pic des Escaliers », d'une superficie de 8 600 ha, présentant une flore très diversifiée marquée par une nette influence atlantique et montagnarde. Cependant, les versants exposés au Sud Sud-Est et Est abritent une flore thermophile remarquable[26] ;
- la « forêt d'Iraty », d'une superficie de 2 500 ha, abritant des espèces d’intérêt communautaire caractéristiques des vieilles forêts comme Rhysodes sulcatus et Rosalia alpina mais aussi des espèces des cours d’eau comme Galemys pyrenaicus et Lutra lutra[27] ;
- « la Nive », d'une superficie de 9 473 ha, un des rares bassins versants à accueillir l'ensemble des espèces de poissons migrateurs du territoire français, excepté l'Esturgeon européen[28] ;
- le « massif des Arbailles », d'une superficie de 12 784 ha, présentant une flore très diversifiée marquée par une nette influence atlantique et montagnarde. Cependant, les versants exposés au Sud Sud-Est et Est abritent une flore thermophile remarquable[29] ;
- les « montagnes de Saint-Jean-Pied-de-Port », d'une superficie de 11 760 ha, une montagne à estives, espaces pastoraux d’altitude (au-dessus de 800–900 m) ouverts sur de vastes étendues[30] ;
- « la Bidouze (cours d'eau) », d'une superficie de 2 570 ha, un vaste réseau hydrographique drainant les coteaux du Pays basque[31] et deux au titre de la « directive Oiseaux »[25],[Carte 2] :
- la « Haute Soule : forêt d'Iraty, Orgambidexka et pic des Escaliers », d'une superficie de 5 584 ha, un massif très vaste à très grande diversité d'habitats et d'espèces. La variété des milieux et l'étagement altitudinal offrent de bonnes conditions pour l'accueil de l'avifaune pyrénéenne[32] ;
- la « haute Cize : pic d'Herrozate et forêt d'Orion », d'une superficie de 6 374 ha[33].

#### Zones naturelles d'intérêt écologique, faunistique et floristique
L’inventaire des zones naturelles d'intérêt écologique, faunistique et floristique (ZNIEFF) a pour objectif de réaliser une couverture des zones les plus intéressantes sur le plan écologique, essentiellement dans la perspective d’améliorer la connaissance du patrimoine naturel national et de fournir aux différents décideurs un outil d’aide à la prise en compte de l’environnement dans l’aménagement du territoire. 
Trois ZNIEFF de type 1 sont recensées sur la commune, : 
- le « bassin versant de l'Irati : forêt de hêtre, zones tourbeuses et affleurements rocheux » (5 371,47 ha), couvrant 3 communes du département[35] ;
- la « grotte de Mikelauenzilo et alentours » (7 568,16 ha), couvrant 7 communes du département[36],
- la « Haute Cize : forêt d'Orion et sommet d'Erozate » (2 703,85 ha), couvrant 4 communes du département[37] ;

et cinq ZNIEFF de type 2,, : 
- la « Haute-Soule » (26 095,69 ha), couvrant 9 communes du département[38] ;
- les « landes, bois et prairies du bassin de la Bidouze » (11 263,46 ha), couvrant 25 communes du département[39] ;
- le « massif des Arbailles » (14 782,04 ha), couvrant 13 communes du département[40];
- les « montagnes de Saint-Jean-Pied-de-Port » (14 133,83 ha), couvrant 9 communes du département[41];
- le « réseau hydrographique des Nives » (3 596,23 ha), couvrant 33 communes du département[42];

## Urbanisme

### Typologie
Au 1er janvier 2024, Lecumberry est catégorisée commune rurale à habitat dispersé, selon la nouvelle grille communale de densité à sept niveaux définie par l'Insee en 2022.
Elle est située hors unité urbaine. Par ailleurs la commune fait partie de l'aire d'attraction de Saint-Jean-Pied-de-Port, dont elle est une commune de la couronne,. Cette aire, qui regroupe 22 communes, est catégorisée dans les aires de moins de 50 000 habitants,.

### Occupation des sols

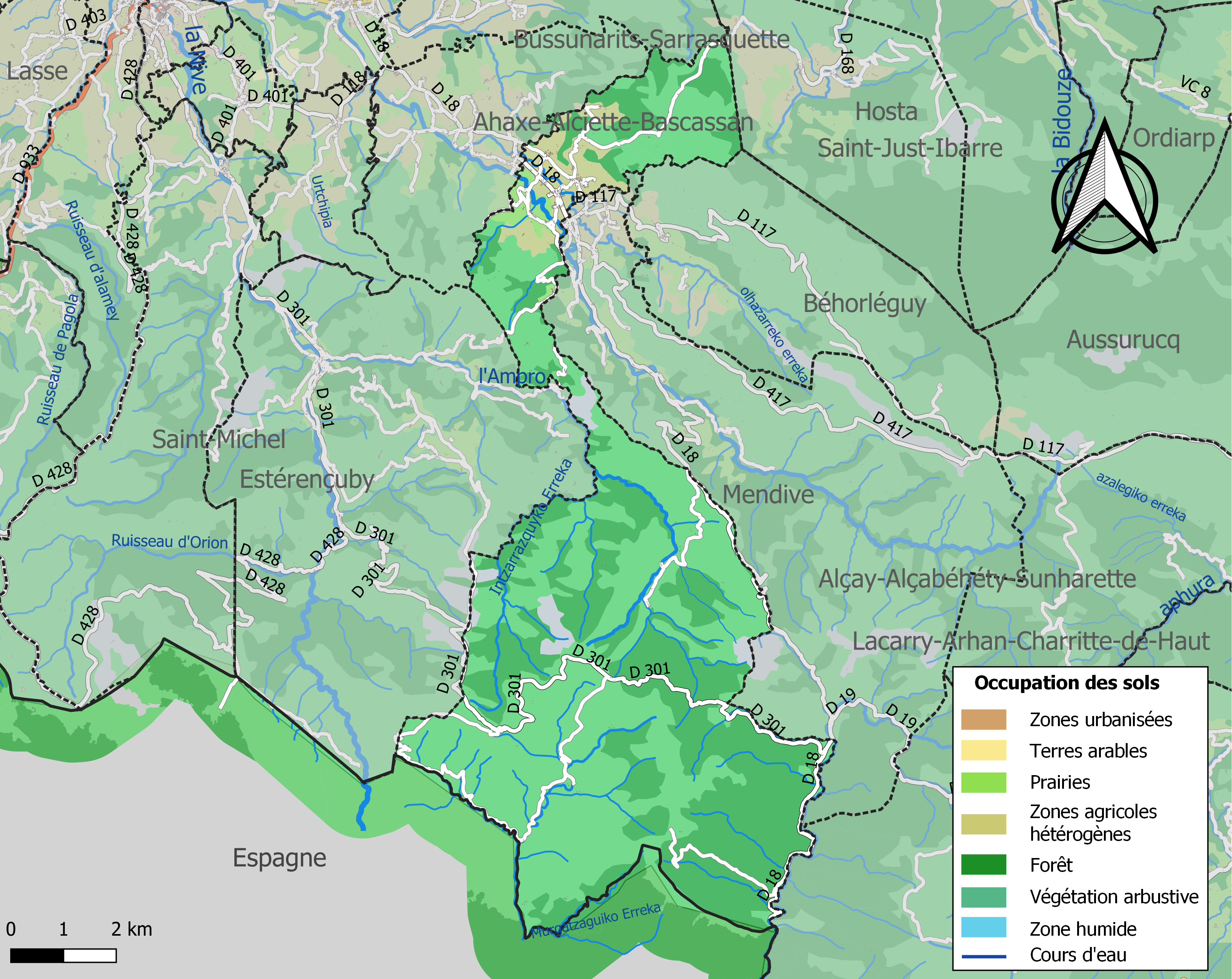
Carte des infrastructures et de l'occupation des sols de la commune en 2018 (CLC).

L'occupation des sols de la commune, telle qu'elle ressort de la base de données européenne d’occupation biophysique des sols Corine Land Cover (CLC), est marquée par l'importance des forêts et milieux semi-naturels (94,4 % en 2018), une proportion sensiblement équivalente à celle de 1990 (94,8 %). La répartition détaillée en 2018 est la suivante : 
milieux à végétation arbustive et/ou herbacée (54,2 %), forêts (38,3 %), zones agricoles hétérogènes (4,1 %), espaces ouverts, sans ou avec peu de végétation (1,9 %), prairies (1,4 %). L'évolution de l’occupation des sols de la commune et de ses infrastructures peut être observée sur les différentes représentations cartographiques du territoire : la carte de Cassini (XVIIIe siècle), la carte d'état-major (1820-1866) et les cartes ou photos aériennes de l'IGN pour la période actuelle (1950 à aujourd'hui).

### Lieux-dits et hameaux
- Aborréta
- Ahatekarrika
- Bordas d'Iritzarrazquy
- Cabanes d'Egurguy
- Etchemcimborda
- Gastellu
- Gastellucomalda
- Janits
- Latartza ou Latartze
- Mendiondo

### Voies de communication et transports
Lecumberry est desservie par les routes D 18 et D 301.

### Risques majeurs
Le territoire de la commune de Lecumberry est vulnérable à différents aléas naturels : météorologiques (tempête, orage, neige, grand froid, canicule ou sécheresse), inondations, feux de forêts, mouvements de terrains et séisme (sismicité moyenne). Il est également exposé à un risque particulier : le risque de radon. Un site publié par le BRGM permet d'évaluer simplement et rapidement les risques d'un bien localisé soit par son adresse soit par le numéro de sa parcelle.

#### Risques naturels
Certaines parties du territoire communal sont susceptibles d’être affectées par le risque d’inondation par une crue torrentielle ou à montée rapide de cours d'eau, notamment l'Esterenguibel, le Laurhibar et l'Iratiko erreka. La commune a été reconnue en état de catastrophe naturelle au titre des dommages causés par les inondations et coulées de boue survenues en 1982, 1983, 2009 et 2014,.
Lecumberry est une des communes françaises les plus exposées au risque de feu de forêt : entre 2008 et 2024, 5.4% de son territoire a brûlé chaque année en moyenne. En 2020, le premier plan de protection des forêts contre les incendies (PDPFCI) a été adopté pour la période 2020-2030. La réglementation des usages du feu à l’air libre et les obligations légales de débroussaillement dans le département des Pyrénées-Atlantiques font l'objet d'une consultation de public ouverte du 16 septembre au 7 octobre 2022,.
Les mouvements de terrains susceptibles de se produire sur la commune sont des affaissements et effondrements liés aux cavités souterraines (hors mines). Afin de mieux appréhender le risque d’affaissement de terrain, un inventaire national permet de localiser les éventuelles cavités souterraines sur la commune.

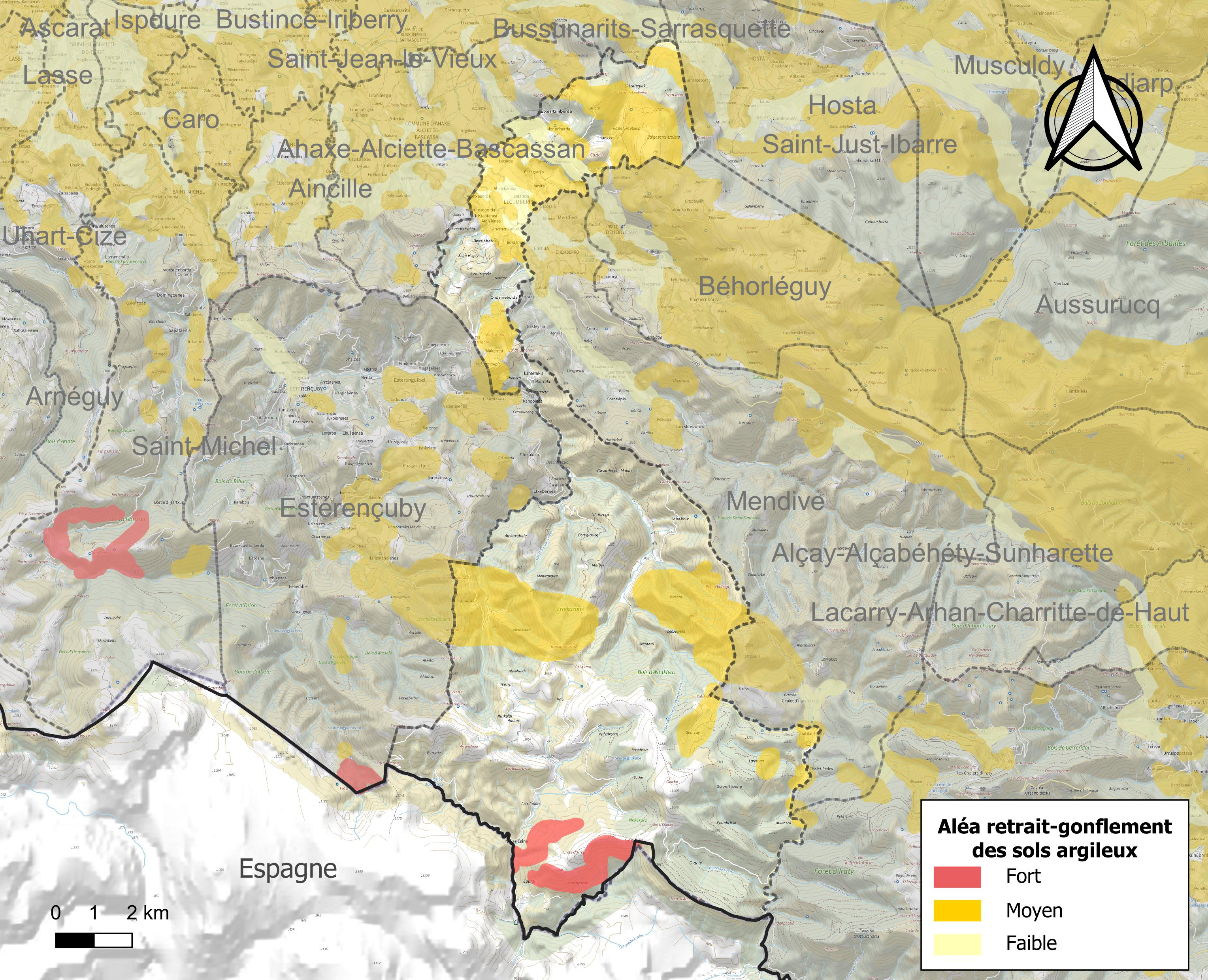
Carte des zones d'aléa retrait-gonflement des sols argileux de Lecumberry.

Le retrait-gonflement des sols argileux est susceptible d'engendrer des dommages importants aux bâtiments en cas d’alternance de périodes de sécheresse et de pluie. 25,9 % de la superficie communale est en aléa moyen ou fort (59 % au niveau départemental et 48,5 % au niveau national). Depuis le 1er octobre 2020, en application de la loi ELAN, différentes contraintes s'imposent aux vendeurs, maîtres d'ouvrages ou constructeurs de biens situés dans une zone classée en aléa moyen ou fort,.

#### Risque particulier
Dans plusieurs parties du territoire national, le radon, accumulé dans certains logements ou autres locaux, peut constituer une source significative d’exposition de la population aux rayonnements ionisants. Selon la classification de 2018, la commune de Lecumberry est classée en zone 2, à savoir zone à potentiel radon faible mais sur lesquelles des facteurs géologiques particuliers peuvent faciliter le transfert du radon vers les bâtiments.

## Toponymie

### Mentions anciennes
Le toponyme Lecumberry est mentionnée en 1402 (titres de Navarre) et apparaît sous les formes 
Laccumberry (1650),
Saint Martin de Lecumberry (1703, visites du diocèse de Bayonne),
Sanctus-Martinus de Janits vulgo de Lecumberry (1763, collations du diocèse de Bayonne) et 
Lécumberry (1863, dictionnaire topographique Béarn-Pays basque).
Le château Aborréta, sur la frontière avec l'Espagne, est mentionné en 1863 (dictionnaire topographique Béarn-Pays basque).
Le toponyme Janits apparaît sous les formes 
Yaniz (1513, titres de Pampelune) et 
Sanctus Martinus de Janits (1763, collations du diocèse de Bayonne).
Le toponyme Latartza apparaît sous la forme 
Latarce (1708, règlement de la commanderie d'Irissarry).

### Graphie basque et explications
Son nom basque actuel est Lekunberri, toponyme qui provient de leku (basque pour « lieu », du latin « locus ») et berri (basque pour « neuf »). La présence du n est selon André Martinet un fossile linguistique, témoin que le mot berri était mberri [ᵐberri] par le passé
Le village peut aussi être appelé Lekunberri Garazi, s'il faut le distinguer de son homonyme Lekunberri située dans la province basque de Navarre en Espagne. Le deuxième élément fait référence au pays de Cize, Garazi en basque.

## Histoire
Le 11 juin 1842, la commune perd une partie de son territoire à la suite de la création de la commune d'Estérençuby.

## Héraldique
| Blason | Blasonnement : Parti au 1 d'azur à la fasce échiquetée d'argent et de gueules à deux tires accompagnée de trois coquilles d'argent ; au 2 d'or à deux sangliers de sable rangés en pal. |

## Politique et administration
| Période                                  | Période  | Identité                          | Étiquette | Qualité |
| ---------------------------------------- | -------- | --------------------------------- | --------- | ------- |
| 1792                                     | 1797     | Pierre d'Iribarne                 |           |         |
| 1797                                     | 1800     | Jean Etcheverry                   |           |         |
| 1800                                     | 1818     | Guillaume Urruty                  |           |         |
| 1818                                     | 1829     | Michel Escos                      |           |         |
| 1829                                     | 1835     | Jean-Baptiste Harismendy          |           |         |
| 1835                                     | 1841     | Jean Çubihandy                    |           |         |
| 1841                                     | 1843     | Jean Gastellu                     |           |         |
| 1843                                     | 1846     | Jean Escos                        |           |         |
| 1846                                     | 1848     | Théodore Harismendy               |           |         |
| 1848                                     | 1851     | Alexandre de Lafaurie d'Etchepare |           |         |
| 1851                                     | 1852     | Jean Gastellu                     |           |         |
| 1852                                     | 1855     | Jean-Ulysse Dutey                 |           |         |
| 1855                                     | 1865     | Jean Gastellu                     |           |         |
| 1865                                     | 1884     | Jean Çaldugaray                   |           |         |
| 1884                                     | 1919     | Martin Castagnet                  |           |         |
| 1919                                     | 1920     | Louis Lebrun                      |           |         |
| 1920                                     | 1927     | Jean Miguelgorry                  |           |         |
| 1927                                     | 1935     | Jean-Léon Etcharren               |           |         |
| 1935                                     | 1959     | Paul Daguerre                     |           |         |
| 1959                                     | 1971     | François Alchourroun              |           |         |
| 1971                                     | 1995     | Jean Iribarne                     |           |         |
| 1995                                     | 2008     | Bernard Jauréguy                  |           |         |
| 2008                                     | En cours | Joseph Goyheneix                  | EHBAI     |         |
| Les données manquantes sont à compléter. |          |                                   |           |         |

### Intercommunalité
La commune appartient à sept structures intercommunales :
- la communauté d'agglomération du Pays Basque ;
- le syndicat AEP Ahaxe - Lecumberry - Mendive ;
- le syndicat d’énergie des Pyrénées-Atlantiques ;
- le syndicat RPI Hergaray ;
- le syndicat intercommunal pour l'aménagement et la gestion de l'abattoir de Saint-Jean-Pied-de-Port ;
- le syndicat intercommunal pour le soutien à la culture basque ;
- le syndicat mixte du bassin versant de la Nive.

Lecumberry accueille le siège du syndicat AEP Ahaxe - Lecumberry - Mendive ainsi que celui du syndicat RPI Hergaray.

## Population et société

### Démographie
Le recensement de la population de Basse-Navarre de 1695 dénombre 61 feux à Janitz.
L'évolution du nombre d'habitants est connue à travers les recensements de la population effectués dans la commune depuis 1793. Pour les communes de moins de 10 000 habitants, une enquête de recensement portant sur toute la population est réalisée tous les cinq ans, les populations de référence des années intermédiaires étant quant à elles estimées par interpolation ou extrapolation. Pour la commune, le premier recensement exhaustif entrant dans le cadre du nouveau dispositif a été réalisé en 2008.

En 2022, la commune comptait 184 habitants, en évolution de +7,6 % par rapport à 2016 (Pyrénées-Atlantiques : +3,78 %, France hors Mayotte : +2,11 %).
| 1793 | 1800 | 1806 | 1821 | 1831 | 1836 | 1841 | 1846 | 1851 |
| ---- | ---- | ---- | ---- | ---- | ---- | ---- | ---- | ---- |
| 469  | 397  | 447  | 512  | 550  | 602  | 616  | 664  | 630  |

| 1856 | 1861 | 1866 | 1872 | 1876 | 1881 | 1886 | 1891 | 1896 |
| ---- | ---- | ---- | ---- | ---- | ---- | ---- | ---- | ---- |
| 602  | 622  | 581  | 523  | 502  | 508  | 505  | 508  | 520  |

| 1901 | 1906 | 1911 | 1921 | 1926 | 1931 | 1936 | 1946 | 1954 |
| ---- | ---- | ---- | ---- | ---- | ---- | ---- | ---- | ---- |
| 483  | 472  | 468  | 394  | 372  | 376  | 346  | 428  | 395  |

| 1962 | 1968 | 1975 | 1982 | 1990 | 1999 | 2006 | 2008 | 2013 |
| ---- | ---- | ---- | ---- | ---- | ---- | ---- | ---- | ---- |
| 286  | 259  | 227  | 215  | 208  | 182  | 182  | 182  | 176  |

| 2018 | 2022 | - | - | - | - | - | - | - |
| ---- | ---- | - | - | - | - | - | - | - |
| 173  | 184  | - | - | - | - | - | - | - |

## Économie
La commune fait partie de la zone de production du vignoble d'Irouléguy et de celle de l'ossau-iraty. L'activité est principalement agricole.

## Culture locale et patrimoine

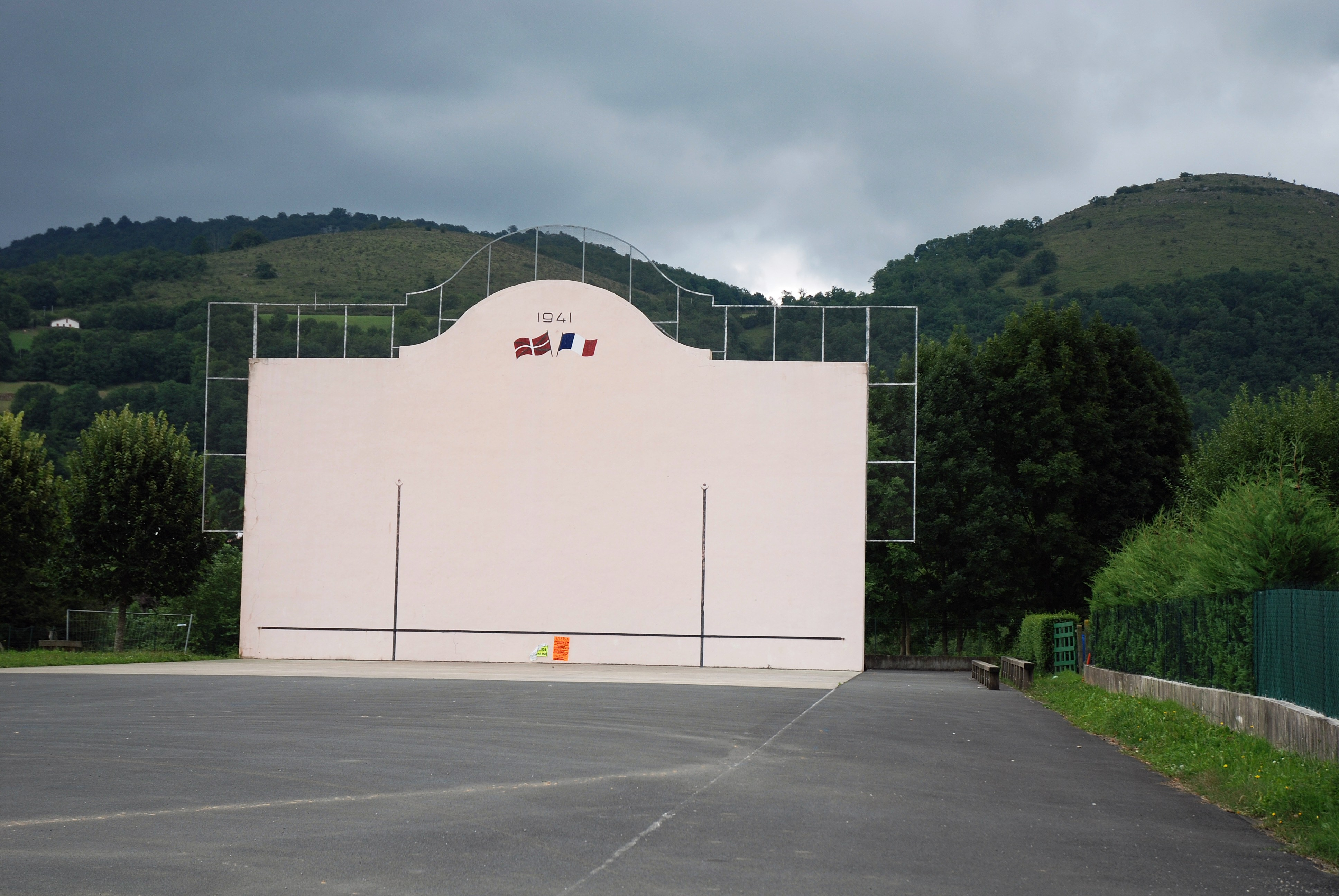
Fronton place libre.
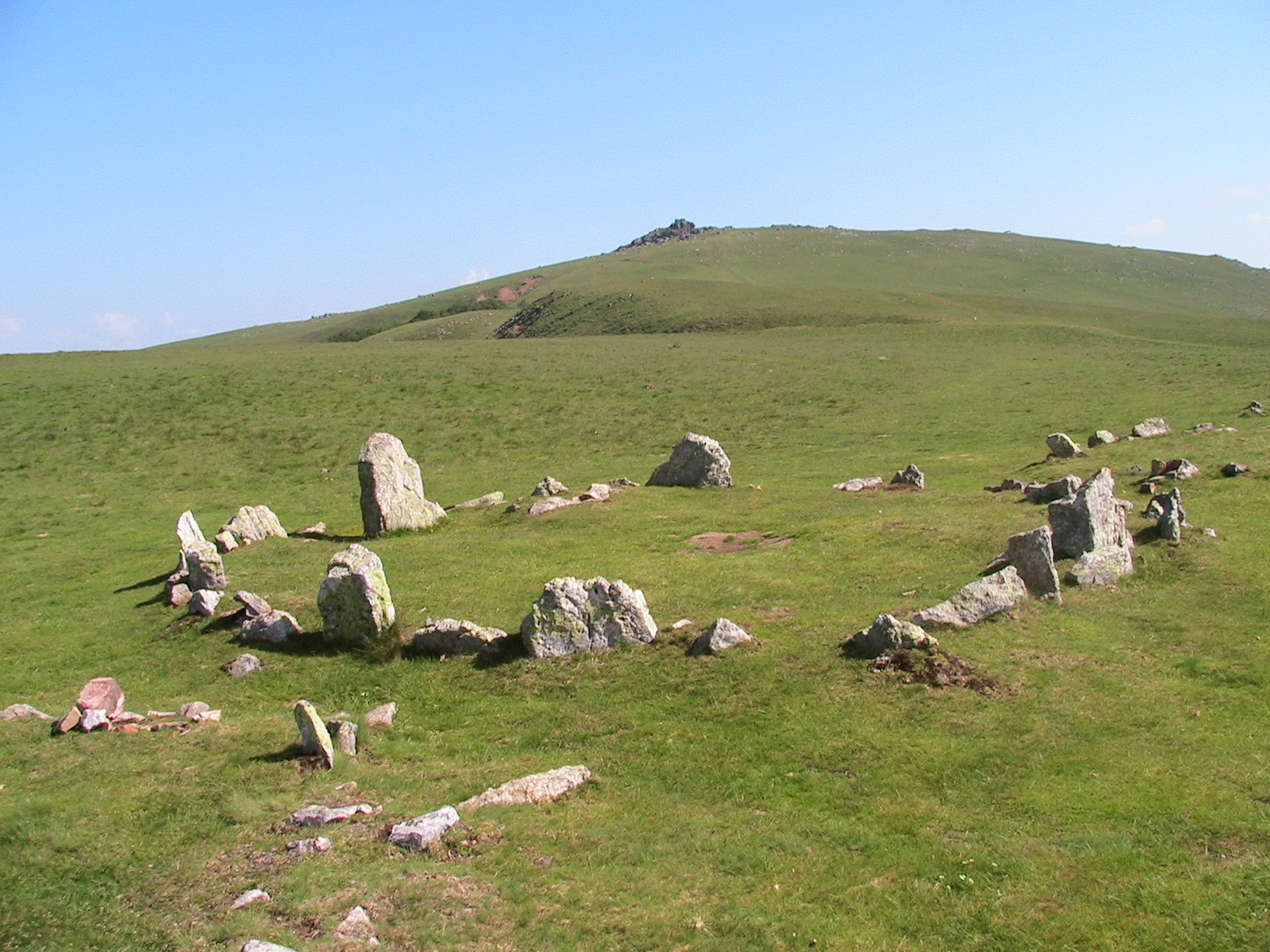
Harrespil d'Okabe.
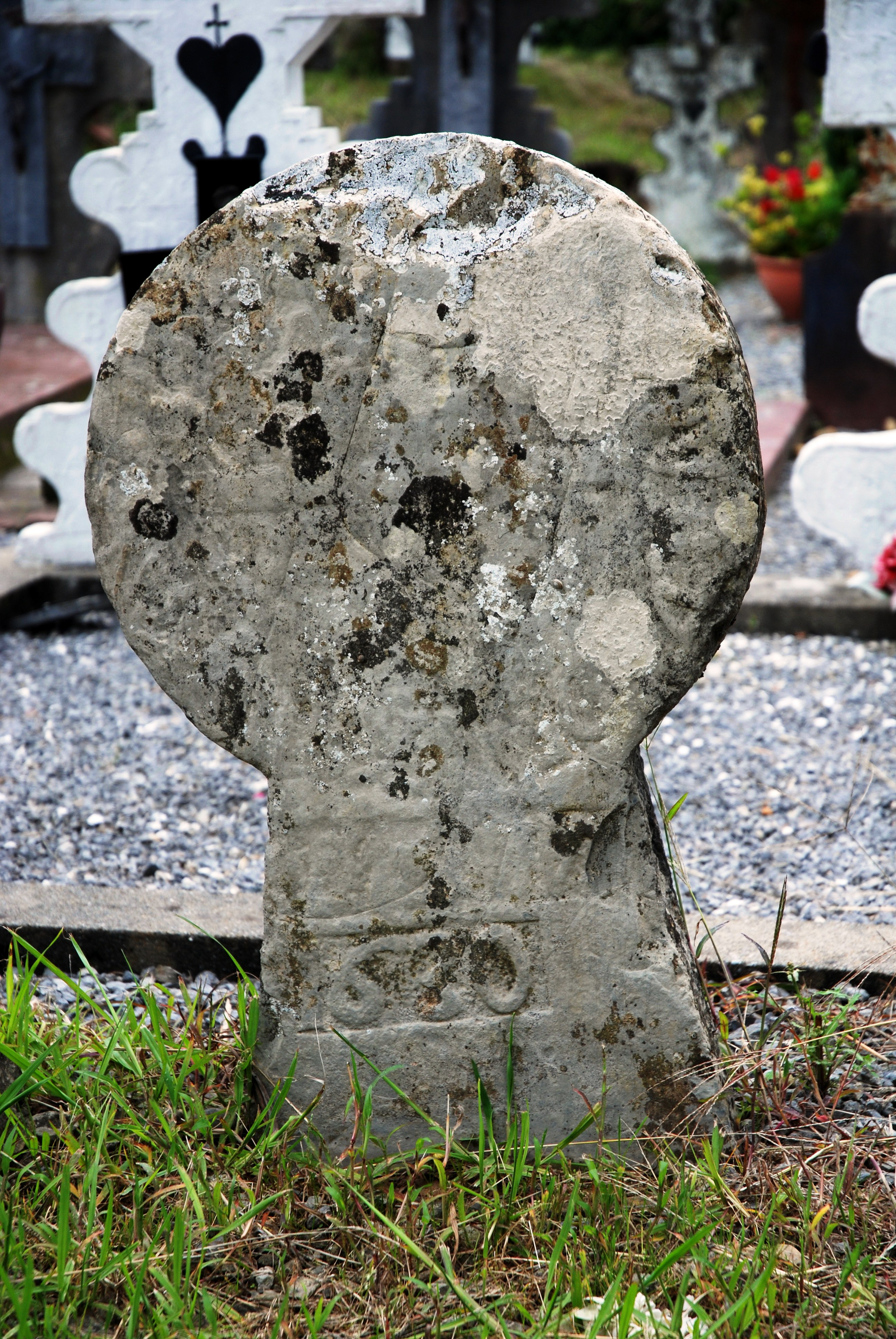
Stèle discoïdale.

### Patrimoine civil
- Une enceinte protohistorique[75] ou gaztelu zahar est visible au lieu-dit Gastellucomalda ;
- Les cromlechs d'Ilarrita ou d'Okabe (harrespil)[76] datent de l'âge du fer ;
- La maison forte Donamartia[77] date du XIVe siècle ;
- La ferme Iturraldea[78] date du XVIIe siècle ainsi que le pigeonnier appelé Urtso Dorrea[79] ;
- La ferme Teilagorria[80] date du XVIIIe siècle.

|  |  |

### Patrimoine religieux
L'église Saint-Martin date de 1867.
|  |  |